# Ley Antiterrorista (Chile)
La Ley 21.732, que determina conductas terroristas y fija su penalidad, más conocida como Ley antiterrorista, es una ley chilena mandata constitucionalmente a tipificar conductas o delitos terroristas y establecer sus penas. 
Su origen esta en el Artículo 9° de la Constitución Política de la República de Chile de 1980 que establece al terrorismo “por esencia” como contrario a los derechos humanos y le prohíbe por 15 años a las personas condenadas ejercer cargos públicos (incluyendo postularse como candidato a elecciones populares), ni tener trabajos asociados a educación, les limita la libertad de expresión y de prensa y les prohíbe ser dirigentes sociales.
Así mismo, la Constitución mandata a la creación de una ley de mayoría absoluta de ambas cámaras para determinar las conductas terroristas y su penalidades adicionales a las señaladas por la Constitución.
Antes de la Constitución de 1980 y a posterior del Golpe de Estado en Chile de 1973 el terrorismo estaba sujeto a Justicia Militar, solo en 1984 la Junta Militar de Gobierno creó una legislación específica que fue promulgada por Augusto Pinochet el 16 de mayo de 1984, siendo publicada en el Diario Oficial el 17 de mayo del mismo año.
Desde sus orígenes fue muy criticada por su definición vaga de terrorismo, lo que permitía su aplicación amplia y arbitraria. Además, violaba derechos humanos al permitir la prisión preventiva sin plazo y el uso de tribunales militares para juzgar a civiles, lo que comprometía el derecho a un juicio justo. La ley se usó principalmente para reprimir a opositores políticos y movimientos sociales, vista como una herramienta autoritaria para silenciar la disidencia.
Al ser ley expresamente mandatada por la Constitución de 1980 en su artículo 9, no es posible suprimirla, sin embargo su versión original fue siendo ajustada en democracia al Debido proceso, continuando sus críticas, en especial, en el contexto de los enfrentamientos en la Araucanía entre Carabineros y la población de origen araucano.
La ley fue derogada el 23 de enero de 2025 y sustituida por una nueva versión nacida en democracia.

## Historia
La Represión al Terrorismo en la Dictadura militar (Chile) respondía a dos elementos: La necesidad de mantener el control social y evitar la desestabilización política y que en el contexto de la Guerra Fría, el terrorismo se asociaba con el comunismo y con movimientos insurgentes que eran percibidos como una amenaza para la democracia y el libre mercado, valores fundamentales para los ideólogos de la dictadura que suponían que dichos movimientos utilizarían el terror para instalar el Comunismo. Además, la política de "tolerancia cero" ante la subversión tenía un objetivo de disuadir cualquier tipo de oposición organizada al régimen, fuera realmente terrorismo o simplemente disidencia política.
El castigo al terrorismo está consagrado, en la Constitución en su Artículo 9°, siendo uno de los Artículos que permanecen prácticamente intactos desde 1989, el Artículo 9° compartía similitud con el Artículo 8° original, ambos estaban basados en la idea de Democracia militante

### Legislación Original
- El terrorismo atenta contra los derechos humanos y las personas responsables no podrán ejercer durante 15 años:
  - Sus derechos Ciudadanos (Sufragio y Presentarse como Candidato)
  - Cargos Públicos
  - Empleos Asociados a la Educación
  - Empleos Asociados a la prensa y limitaciones a la libertad de expresión
  - Ser dirigente político o social
  - Ser objetos de indulto, requerirán de ley de 2/3 para proceder a amnistía.
- Definición amplia de terrorismo: Se consideraba terrorismo cualquier acto que buscara causar temor en la población o afectar la institucionalidad.
- Tribunales militares: Permitía que civiles acusados de terrorismo fueran juzgados por tribunales militares.
- Prisión preventiva extendida: Se autorizaba la detención de sospechosos por periodos indefinidos.
- Uso de testigos sin rostro: Se aceptaban testimonios anónimos.
- Penas agravadas: Se imponían sanciones más severas que las establecidas en el Código Penal para delitos comunes, incluyendo presidio perpetuo en algunos casos.
- Restricción de derechos civiles: Permitía la suspensión de derechos y libertades fundamentales para quienes solo fueran acusados bajo esta ley.
- Aplicación: Fue utilizada principalmente para criminalizar a opositores políticos, movimientos sociales y, posteriormente, la causa mapuche.

### Reformas en Democracia
Poco antes del fin de la dictadura, el régimen de Pinochet realizó una modificación a la Ley Antiterrorista (Ley 18.314). Esta reforma tuvo un doble propósito: dejar una legislación represiva vigente para el nuevo gobierno democrático y evitar futuras modificaciones que suavizaran su aplicación.
Desde el retorno a la democracia en 1990,  la Ley Antiterrorista en Chile (Ley 18.314) ha sido modificada varias veces para corregir sus aspectos más represivos y alinearla con estándares internacionales de derechos humanos. Algunas de las principales reformas incluyen:
- Fin de los tribunales militares para civiles (1991): Se eliminó la competencia de los tribunales militares para juzgar delitos terroristas, asegurando que los civiles sean procesados en la justicia ordinaria.
- Restricción del uso de testigos sin rostro (1997): Se limitó la posibilidad de usar testigos protegidos o anónimos, garantizando mayores derechos a la defensa de los acusados.
- Persecución del Financiamiento Nacional/Internacional (2002): En conformidad a lo dispuesto por el Convenio Internacional para la represión de la financiación del terrorismo, como respuesta a los Atentados del 11 de septiembre de 2001, se reformo en orden a sancionar más eficazmente la financiación del terrorismo e investigarlo, quien financie o contribuya tendrá una pena similar al terrorista, anterior a esto era simplemente Lavado de dinero
- Redefinición de terrorismo (2003): Se redefinió al terrorismo como todo homicidio, lesión, secuestro, uso o envío de explosivos, incendio, manipulación de la salud pública o los medios de transporte, siempre que cumplan 3 condiciones (Fundar terror en la población de ser víctima, sea un gran estrago, sea para presionar a la autoridad); así mismo siempre será terrorismo todo atentado o apoderamiento contra medio de trasporte, atacar la vida o integridad corporal de toda autoridad, colocar o disparar todo explosivo que puede afectar la integridad física, asociarse para la realización de terrorismo.
- Redefinición del terrorismo (2010): Se estableció que para que un delito sea considerado terrorista debe generar un "fundado temor en la población" y no solo afectar el orden público, reduciendo su aplicación arbitraria.

- Limitación de la prisión preventiva (2011): Se acotó el tiempo de detención sin condena y se establecieron mayores garantías sé impide juzgar a menores de 18 años por la Ley de Conductas Terroristas, sino por la de responsabilidad penal juvenil, aunque se establece como agravante de delitos terroristas, el actuar en compañía de menores de edad.

a pesar de sus reformas, La Ley Antiterrorista  ha generado críticas por su aplicación desproporcionada y discriminatoria contra el pueblo mapuche. Se ha acusado al Estado de criminalizar la protesta social mapuche, utilizando testigos anónimos y aumentando penas mediante esta ley, mientras que delitos similares cometidos por otros grupos se juzgan bajo el Código Penal, Se ha acusado al Estado de usar la Ley Antiterrorista para perseguir reivindicaciones territoriales, aplicándola en casos de ataques incendiarios a predios o camiones, sin que existan necesariamente pruebas de una intención terrorista, casos como la Operación Huracán revelaron montajes policiales, y organismos internacionales como la ONU y la CIDH han pedido reformar la ley para evitar su uso contra comunidades indígenas. Aunque en 2014 el gobierno prometió no aplicarla en estos casos.

### Nueva Ley
Gabriel Boric Prometió la creación de una nueva ley con el concepto moderno de terrorismo, modernizar la persecución penal, mejora la definición del delito terrorista para facilitar la aplicación de la ley e incorpora técnicas especiales de investigación y medidas de protección, además de ser una ley "creada en democracia" y bajo estándares de derechos humanos.
La Constitución de 1980 impide que la Ley Antiterrorista este tipificada en el código penal o en cualquier otro cuerpo legal que no sea una ley de mayoría de ambas cámaras, también impide su ausencia, por consiguiente la ley original fue sustituida por una nueva.

## Ley Actual

### Concepto de delito terrorista
1. Un terrorista es alguien que ejecuta homicidio, lesiones, secuestro, violación, robo, daña la propiedad, la seguridad pública, fabrica, trafica o posee armas de fuego o explosivos, material nuclear, armas químicas y biológicas, modifica o destruye infraestructura ferroviaria o informática que implique riesgo de vida o integridad.
2. También será terrorista todo militar y policía que ejecute traición, y otros delitos relacionados con la seguridad del Estado y la defensa nacional, que abuse de su poder o viole el debido proceso o abuso en las prisiones y centros de reclusión.
3. Una asociación terrorista son tres o más personas sostenidas en el tiempo que hacen acciones terroristas para socavar estructuras políticas, sociales o económicas, imponer o inhibir decisión de autoridad de un estado democrático o someter o desmoralizar la población civil
4. Será sancionado quien sea parte de una asociación terrorista (10 a 15 años), pero tendrá mayor sanción quien reclute nuevos miembros o participe en su entrenamiento (15 a 20 años) y aun más si es jefe, la funda, le aporta recursos o integra menores de edad (20 años).
  1. Sin embargo si una persona pertenece pero no tiene participación o tiene entrenamiento incompleto, se le bajara un grado (3 a 5 años)
  2. Aumentara un grado si la asociación ejecuta finalmente actos terroristas.